# بيل بودي
بيل بودي (19 ديسمبر 1916 – 23 يونيو 1999) هو سبّاح كندي راحل، مثّل بلاده في الألعاب الأولمبية الصيفية 1936.

## روابط خارجية
بيل بودي على موقع الاتحاد الدولي للسباحة (الإنجليزية)
- بيل بودي على موقع اللجنة الأولمبية الدولية (الإنجليزية)
- بيل بودي على موقع أوليمبيديا (الإنجليزية)
- بيل بودي على موقع اللجنة الأولمبية الكندية (الإنجليزية)
- بيل بودي على موقع اتحاد ألعاب الكومنولث (مؤرشف) (الإنجليزية)